# Bâtiments gouvernementaux de Suva
Les bâtiments gouvernementaux sont les bureaux du pouvoir exécutif des Fidji situé à Suva, la capitale du pays. Construits à la fin des années 1930 comme siège de l'administration coloniale, les bâtiments Art déco abritent aujourd'hui les bureaux du Premier ministre des Fidji, la Haute Cour et plusieurs ministères. C'est également le siège du Parlement des Fidji depuis 2014, après avoir été son siège de l'indépendance du pays en 1970 jusqu'aux coups d'État de 1987.

## Histoire
La première pierre des édifices est posée en 1937. Les bâtiments gouvernementaux sont conçus par l'architecte colonial en chef, Walter Frederick Hedges, qui est l'ancien architecte en chef des États malais fédérés de 1928 à 1931, où il a notamment conçu l'hôpital de Kuala Lumpur et l'Istana Iskandariah, le palais du sultan de Perak. Hedges occupe auparavant le poste d'architecte en chef du département des travaux publics de la colonie de la Côte-de-l'Or, où il conçoit le Prince of Wales College, Achimota, et est fait officier de l'Ordre de l'Empire britannique (OBE),,,,,.
Les bâtiments gouvernementaux sont officiellement inaugurés en mai 1939 par le gouverneur Sir Harry Luke. Ils deviennent le siège de l'administration coloniale et du Conseil législatif des Fidji. Avec l'indépendance en 1970, le Conseil législatif devient le Parlement des Fidji et conserve son siège jusqu'aux coups d'État de 1987. Le Parlement déménage alors dans des locaux temporaires jusqu'à l'ouverture d'un nouveau complexe parlementaire en 1992. Le Parlement est suspendu à la suite du coup d'État de 2006 et lorsqu'il est rétabli à la suite des élections législatives de 2014, il retrouve son siège historique dans les bâtiments gouvernementaux.
En 2013, le juge en chef Anthony Gates commande plusieurs rénovations pour la section judiciaire des bâtiments gouvernementaux, dont la restauration de la tour de l'horloge sur Gladstone Road. L'horloge est construite et assemblée par la Cumbria Clock Company en 1939,,.

## Localisation
Le bâtiment est situé en face de l'Albert Park, délimité par Southern Cross Road, Gladestone Road, Thurston Street et Victoria Parade.
Deux statues de grandes figures fidjiennes se trouvent sur la façade du bâtiment :
- Ratu Seru Epenisa Cakobau ;
- Ratu Sir Lala Sukuna.

Les bâtiments gouvernementaux ne doivent pas être confondus avec la State House, anciennement appelée Government House, située au sud dans la même rue (Victoria Parade).

## Galerie

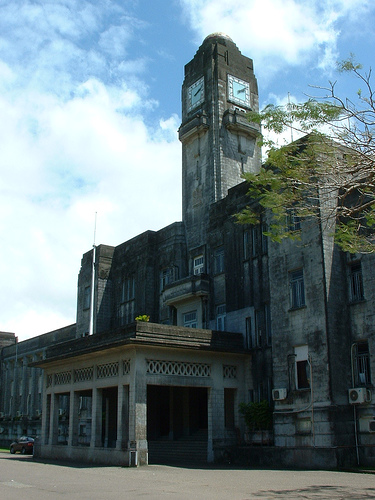
Tour de l'horloge, mars 2010.
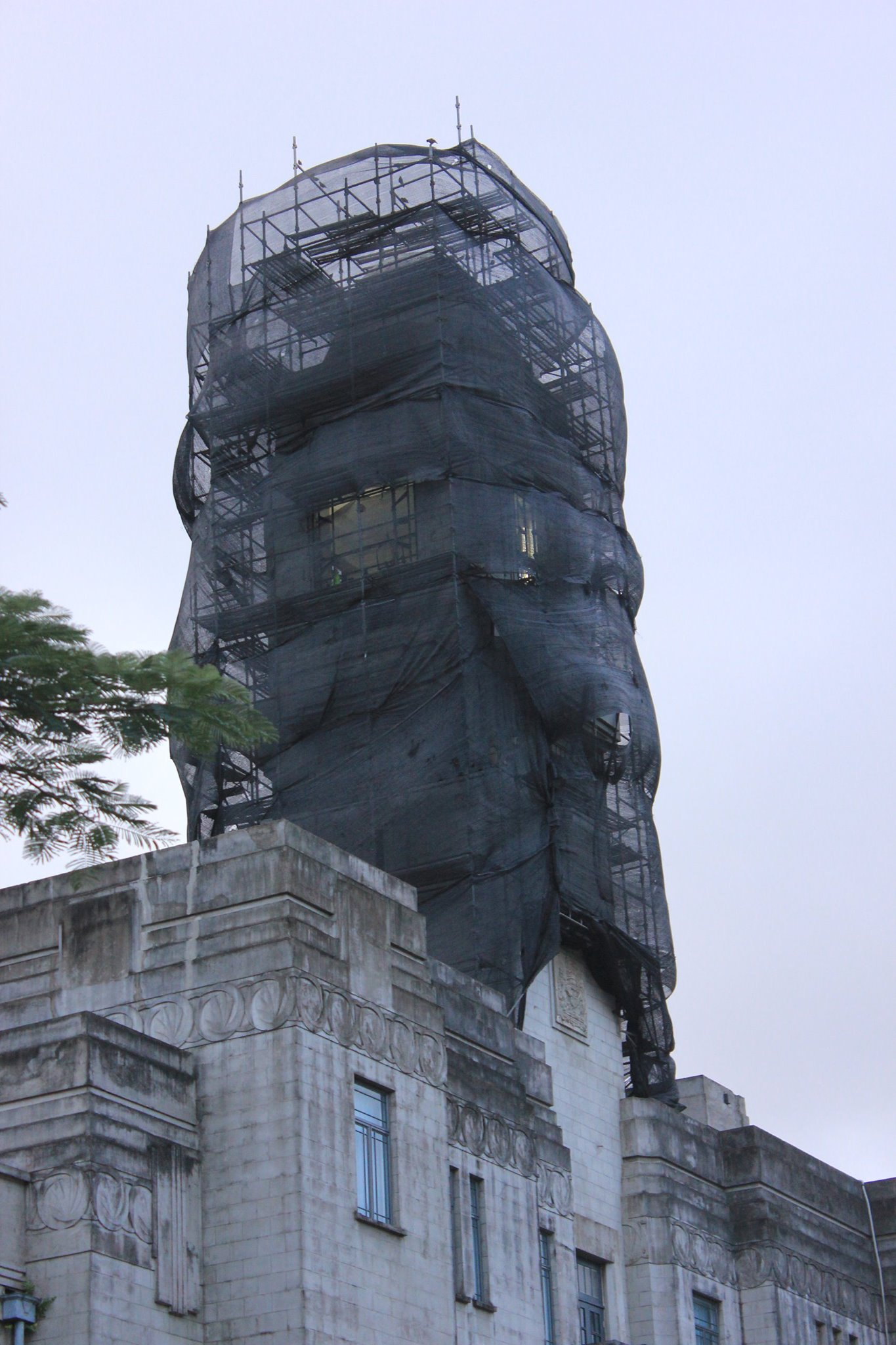
Tour de l'horloge enveloppée dans un échafaudage pour sa restauration, juillet 2014.
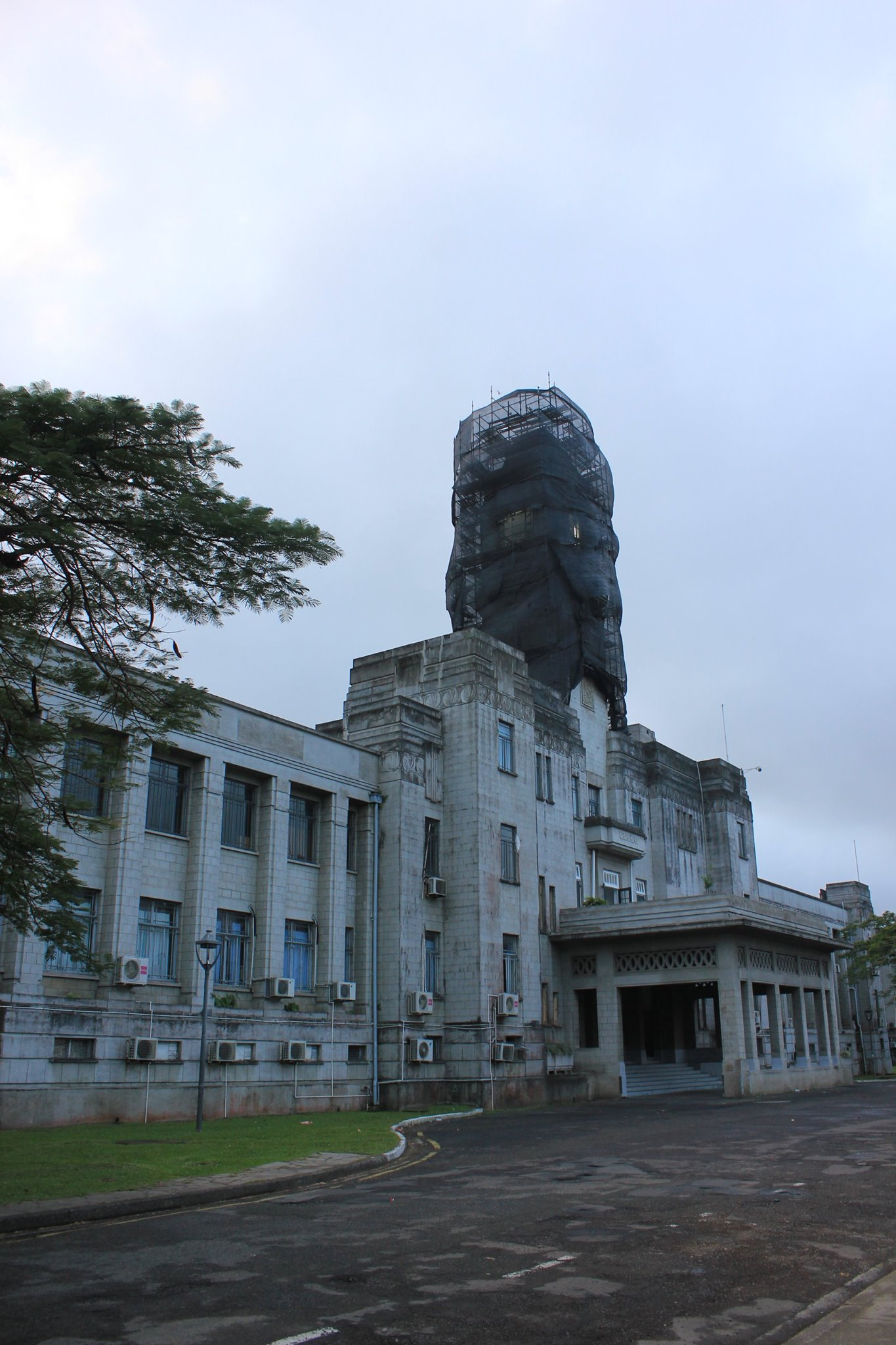
Juillet 2014.
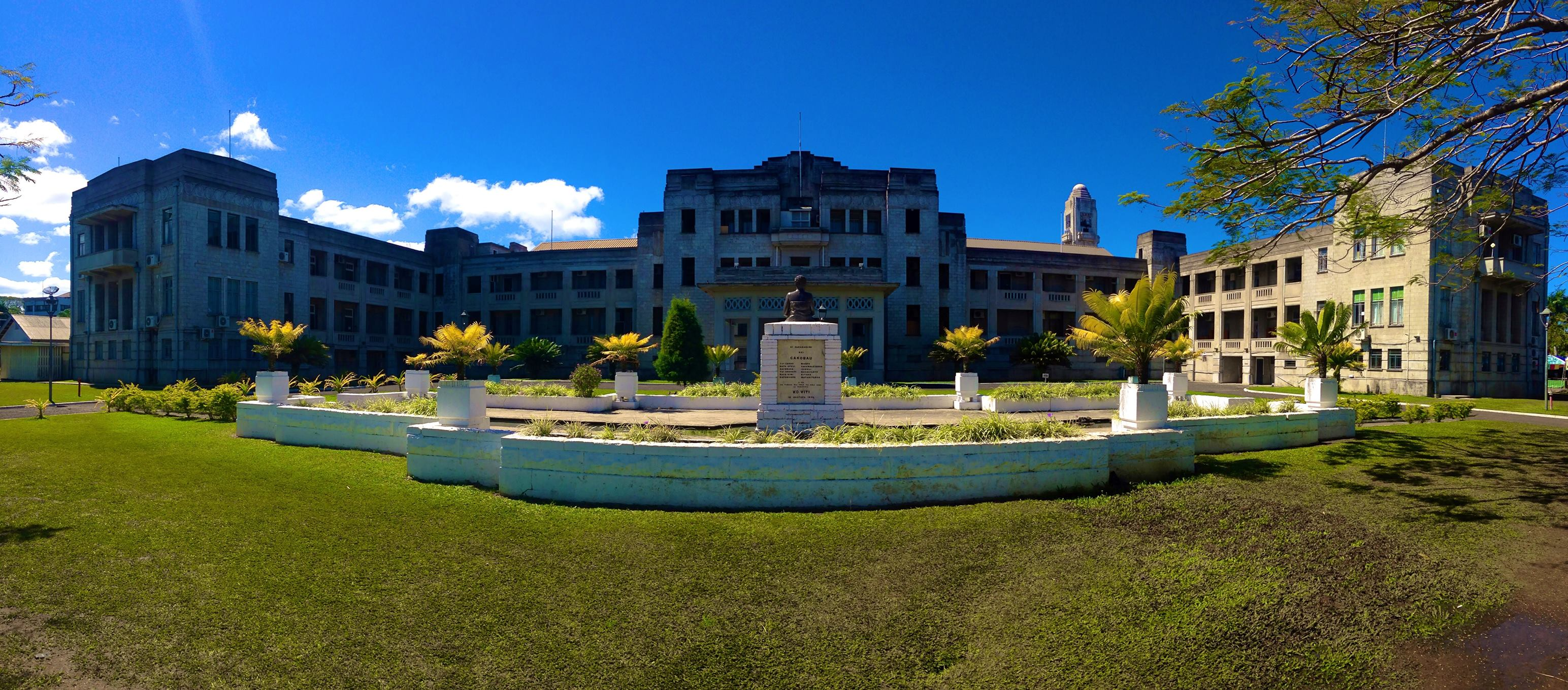
Août 2014.
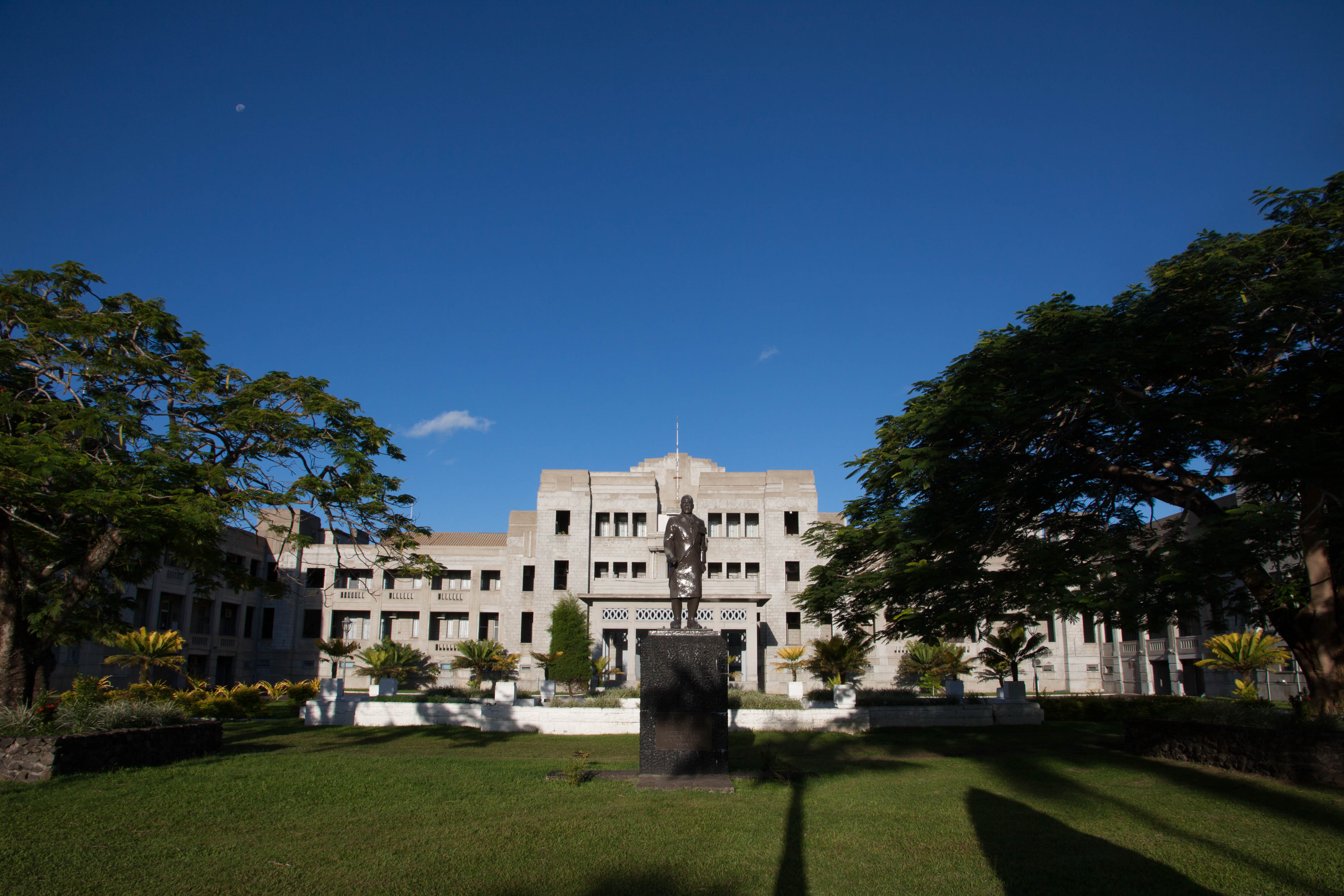
2015.